# Angela Melitopoulos
Angela Melitopoulos (Múnich, 1961) es una artista alemana de instalación, vídeo y sonido.

## Trayectoria
Angela Melitopoulos estudió en la Academia de Arte de Düsseldorf con Nam June Paik y obtuvo un Ph.D. en Goldsmiths, Universidad of London. Trabaja con varias redes políticas en París, Italia, Turquía y Alemania. Melitopoulos impartió clases en varias universidades, incluida la Academia de Artes de los Medios de Colonia, la Universidad de Potsdam y la Universidad Técnica de Oriente Medio. Aceptó una cátedra en la Real Academia de Bellas Artes de Dinamarca en Copenhague.
Sus obras de vídeo, instalaciones y obras sonoras se centran en la memoria, el tiempo, las geografías políticas, la migración y la movilidad.
Publicó textos que escribió principalmente en colaboración con Maurizio Lazzarato, con quien trabaja a menudo en el cine. Desde 1985, su trabajo ha recibido premios y se ha exhibido en festivales de cine internacionales, entre los que se encuentran el Festival Internacional de Cine de Berlín, el Festival Internacional de Cine de Locarno, Festival Internacional de Cine de Róterdam, el Festival Europeo de Arte de los Medios y el WWV de Ámsterdam. También expuso en museos como el Centro Pompidou, el Museo Whitney de Arte Estadounidense, Kölnischer Kunstverein y el Musée d'art contemporain de Montréal. En 2017, se mostró su obra Crossings en Documenta 14 de Kassel. Otros trabajos incluyen Passing Drama (1999), Assemblages (2010) y Déconnage (2011).
En 2023, el Museo Nacional Centro de Arte Reina Sofía de Madrid le dedica la mayor retrospectiva hasta la fecha dedicada a Melitopoulos. La exposición Cine(so)matrix abarca un recorrido de su trabajo a través del vídeo como instalación y ensayo partiendo del último proyecto de la artista Matri-Linear B.